# Catecismo Mayor de Westminster
El Catecismo Mayor de Westminster, formulado por la Asamblea de Westminster, en el siglo XVII, es un catecismo de orientación calvinista, compuesta por 196 puntos. Junto a la Confesión de fe de Westminster y al Catecismo Menor de Westminster, compone los símbolos de fe del presbiterianismo alrededor del mundo. 

## Historia
En 1643, cuando el Parlamento Largo de Inglaterra convocó la Asamblea de Westminster para producir la Confesión de fe, y también estableció las directrices del "Catecismo". La asamblea le pidió a Herbert Palmer crear un bosquejo del Catecismo, pero Robert Baillie y otros delegados escoceses quedaron decepcionados. En diciembre se estableció un comité para escribir un catecismo y en enero de 1647, la Asamblea desistió de escribir un único catecismo y lo dividió en dos. El Catecismo menor, que debería ser de "fácil lectura y conciso, para principiantes" y el catecismo mayor, que debería ser más preciso y comprensible. El catecismo fue concluido en 1647 y en el año siguiente fue adoptado por la Asamblea General de Escocia. En 1788 fue adoptado (con modificaciones en cuanto al magistrado civil) por el Sínodo Presbiteriano de Nueva York y Filadelfia y en el año siguiente por la Iglesia Presbiteriana Unida (EUA). En 1967 fue abandonado por ésta, por la formulación de su propio "Libro de Confesiones", pero sus denominaciones sucesoras lo mantuvieron junto a su libro de confesiones.